# 奥德丽·拉瑟福德
奥德丽·拉瑟福德（英語：Audrey Rutherford，1932年2月3日—），澳大利亚女子草地滚球运动员。她曾代表澳大利亚参加1990年英联邦运动会草地滚球比赛，获得女子四人金牌。